# براد أولسون
براد أولسون مواليد 11 أبريل 1983، هو لاعب كرة سلة إسباني مولود في الولايات المتحدة يلعب مع نادي برشلونة لكرة السلة ويحمل الرقم 24. يبلغ طوله 6 قدم 3 بوصة (1.9 م).

## فرق لعب لها
- بالونكيستو فوينلابرادا
- ساسكي باسكونيا
- نادي برشلونة لكرة السلة

## روابط خارجية
- براد أولسون على موقع الدوري الإسباني لكرة السلة (الإسبانية)
- براد أولسون على موقع كرة السلة الأوروبية.كوم (الإنجليزية)
- براد أولسون على موقع DraftExpress.com (الإنجليزية)
- براد أولسون على موقع ريلجم (الإنجليزية)
- براد أولسون على موقع بروبوليرز (الإنجليزية)
- براد أولسون على موقع سبورتس رفرنس (الإنجليزية)